# Аліканте (аеропорт)
Аеропорт Аліканте (ісп. Aeropuerto de Alicante-Elche, (IATA: ALC, ICAO: LEAL) — міжнародний аеропорт, розташований за 9 км на південний захід від Аліканте, Валенсія, Іспанія.
Аеропорт є хабом:
- Norwegian Air Shuttle
- Ryanair
- Vueling

## Термінал
Новий термінал або термінал N було офіційно відкрито 23 березня 2011 року. Усі польоти в аеропорту були перенесені в цей термінал наступного дня. Першим рейсом, який використовував термінал, був рейс Ryanair до Меммінгену. Термінал має площу 333 500 м², що в шість разів перевищує розмір терміналів 1 і 2 разом. Він має 96 реєстраційних стійок, 40 гейтів, у тому числі 15 з телетрапами та 16 багажних каруселей

## Авіалінії та напрямки, лютий 2021

### Пасажирські
| Авіакомпанія                  | Пункт призначення |
| ----------------------------- | --- |
| Aer Lingus                    | Сезонний: Корк, Дублін |
| Air Algérie                   | Алжир, Оран, Тлемсен |
| Air Europa                    | Мадрид, Пальма-де-Мальорка Сезонний: Тенерифе-Північний |
| Air France                    | Париж–Шарль де Голль |
| Atlantic Airways              | Сезонний чартер: Вагар |
| British Airways               | Лондон–Гатвік |
| Brussels Airlines             | Брюссель |
| easyJet                       | Амстердам, Базель, Белфаст, Берлін, Бристоль, Единбург, Женева, Глазго, Ліверпуль, Лондон–Гатвік, Лондон–Лутон, Манчестер Сезонний: Мілан–Мальпенса |
| Eurowings                     | Дюссельдорф, Штутгарт |
| Finnair                       | Гельсінкі |
| Iberia Regional               | Гран-Канарія, Ібіца, Мадрид, Пальма-де-Мальорка Сезонний: Ла-Корунья, Тенерифе-Північний, Віго |
| Icelandair                    | Сезонний чартер: Рейк'явік |
| Jet2.com                      | Белфаст, Бірмінгем, Східний Мідландс, Единбург, Глазго, Лідс/Бредфорд, Лондон–Станстед, Манчестер, Ньюкасл Сезонний: Мілан–Мальпенса |
| KLM                           | Амстердам |
| LOT Polish Airlines           | Сезонний: Варшава–Шопен |
| Lufthansa                     | Франкфурт, Мюнхен |
| Norwegian Air Shuttle         | Берген, Копенгаген, Гетеборг, Гельсінкі, Рейк'явік, Осло-Торп, Ставангер, Стокгольм–Арланда, Тронгейм Сезонний: Олесунн, Біллунн |
| Ryanair                       | Абердин, Париж-Бове, Берлін, Біллунн, Бірмінгем, Борнмут, Бристоль, Брюссель, Брюссель-Шарлеруа, Кельн/Бонн, Копенгаген, Дублін, Східний Мідландс, Единбург, Ейндговен, Франкфурт, Глазго–Прествік, Гетеборг, Гамбург, Карлсруе/Баден-Баден, Каунас, Лідс/Бредфорд, Ліверпуль, Лондон–Гатвік, Лондон–Лутон, Лондон–Станстед, Лондон-Саутенд, Маастрихт/Аахен, Манчестер, Меммінген, Ньюкасл, Корнуолл, Порту, Познань, Рим–Ф'юмічіно, Сантьяго-де-Компостела, Стокгольм–Скавста, Венеція-Тревізо (з 28 березня 2021),, Відень, Віторіа, Варшава–Модлін Сезонний: Белфаст(з 4 червня 2021),, Бергамо, Болонья, Бордо, Кальярі, Корк, Ексетер, Гданськ, Глазго, Гаугесунн, Керрі, Нок, Краків, Марсель, Мілан–Мальпенса, Пальма-де-Мальорка, Пардубице, Нюрнберг, Осло-Торп, Севілья, Шаннон, Стокгольм-Вестерос, Тіссайд (з 4 червня 2021),, Тенерифе-Північний, Векше, Веце, Вроцлав |
| Scandinavian Airlines         | Буде, Осло-Гардермуен, Ставангер, Стокгольм–Арланда Сезонний: Орхус, Берген, Копенгаген, Гетеборг, Крістіансанн, Тронгейм |
| Swiss International Air Lines | Сезонний: Женева, Цюрих |
| TAP Air Portugal              | Лісабон |
| Transavia                     | Амстердам, Ейндговен, Париж-Орлі, Роттердам |
| TUI Airways                   | Бірмінгем, Кардіфф, Донкастер/Шеффілд, Східний Мідландс, Глазго, Лондон–Гатвік, Манчестер, Ньюкасл Сезонний: Бристоль |
| TUI fly Belgium               | Антверпен, Брюссель, Брюссель-Шарлеруа, Льєж, Остенде/Брюгге |
| TUI fly Netherlands           | Сезонний: Ейндговен |
| Volotea                       | Астурія, Більбао Сезонний: Люксембург, Ліон, Менорка, Нант, Неаполь, Венеція |
| Vueling                       | Алжир, Амстердам, Астурія, Барселона, Більбао, Брюссель, Кардіфф, Гран-Канарія, Ібіца, Лондон-Гатвік, Мілан–Мальпенса, Оран, Пальма-де-Мальорка, Париж–Орлі, Рим–Ф'юмічіно, Тенерифе-Північний, Цюрих Сезонний: Лансароте, Менорка |
| Wizz Air                      | Бухарест, Будапешт, Кардіфф (з 28 березня 2021),, Клуж–Напока, Донкастер, Лондон-Лутон (з 28 березня 2021), Софія, Відень Сезонний: Осло-Гардермуен (з 14 травня 2021),, Варшава–Шопен |

## Статистика
|                         | Пасажирообіг | Авіатрафік | Ватажообіг (тонн) |
| ----------------------- | ------------ | ---------- | ----------------- |
| 2000                    | 6,038,266    | 56,427     | 7,745             |
| 2001                    | 6,542,121    | 56,550     | 7,923             |
| 2002                    | 7,010,322    | 59,268     | 6,548             |
| 2003                    | 8,195,454    | 66,571     | 5,848             |
| 2004                    | 8,571,144    | 71,387     | 6,036             |
| 2005                    | 8,795,705    | 76,109     | 5,193             |
| 2006                    | 8,893,720    | 76,813     | 4,931             |
| 2007                    | 9,120,631    | 79,756     | 4,533             |
| 2008                    | 9,578,304    | 81,097     | 5,982             |
| 2009                    | 9,139,607    | 74,281     | 3,199             |
| 2010                    | 9,382,935    | 74,474     | 3,112             |
| 2011                    | 9,913,764    | 75,572     | 3,011             |
| 2012                    | 8,855,764    | 62,468     | 2,527             |
| 2013                    | 9,638,835    | 68,305     | 2,589             |
| 2014                    | 10,066,067   | 71,571     | 2,637             |
| 2015                    | 10,575,288   | 74,086     | 3,587             |
| 2016                    | 12,344,945   | 87,113     | 5,461             |
| 2017                    | 13,706,513   | 89,527     | 5,040             |
| 2018                    | 13,981,320   | 96,734     | 4,013             |
| Source: Aena Statistics |              |            |                   |

Див. джерело запитів Вікіданих та джерела.